# Howard Walter Florey
Howard Walter Florey, Baron Florey, (Adelaide, 24. rujna, 1898. – 21. veljače, 1968.) bio je australski farmakolog koji je 1945.g. podijelio Nobelovu nagradu s Ernst Boris Chainom i Sir Alexander Flemingom, za svoj doprinos procesima dobivanja penicilina. Procjenjuje se da je pomoću Florey-vih otkrića spašeno 6 milijuna života u Australiji. Floreya je nagradila australska znanstvena i medicinska zajednica kao jednog od najvećih australskih znanstvenika. Sir Robert Menzies, australski dugogodišnji premijer, rekao je da "u smislu blagostanja za svijet, Florey je najvažniji čovjek ikada rođen u Australiji". 

## Vanjske poveznice
- Nobel - životopis